# Fontanna w Ogrodzie Saskim
Fontanna w Ogrodzie Saskim – fontanna znajdująca się w Ogrodzie Saskim w Warszawie. Została zaprojektowana przez Henryka Marconiego. 

## Opis
Fontanna powstała w 1855 w związku z budową w mieście pierwszej sieci wodociągowej (tzw. wodociągu Marconiego).
Fontanna składa się z wielkiej patery, odlanej z żeliwa w Rządowej Fabryce Machin na Solcu oraz z misy, na której widnieją płaskorzeźby w postaci głów. Całość stoi w dwóch kamiennych wannach, z których zewnętrzna jest nieco niższa i to na jej krawędzi umieszczono cztery cynkowe delfiny wyrzucające wodę ku środkowi fontanny. Delfiny według projektu Hermana Fritscha wykonano w warszawskiej fabryce Karola Juliusza Mintera. Przy fontannie ustawiono zegar słoneczny z fundacji Antoniego Magiera.
Wodotrysk w swej historii przechodził małe zmiany. Pierwszy raz, w 1903 r. wymieniono część instalacji wodnej. W latach 30. XX wieku przeprowadzono renowację, z kolei powojenny remont ukończono w 1950 r.
W 2006 po raz pierwszy przeprowadzono duży remont fontanny, który trwał 9 miesięcy. Została ona wykopana, osuszona, naprawiono jej uszkodzone elementy i zaizolowano nieszczelności. Znajdują się w niej nowoczesne urządzenia sterujące fontanną. Wodotrysk został rozebrany aż do ziemi, a następnie odbudowany. Ważąca 7 ton misa składa się z 18 elementów. Została rozłożona na kawałki i przewieziona do pracowni konserwatorskiej. Została oczyszczona metodą piaskowania i pokryta cienką warstwą cynku z aluminium, a następnie pomalowana farbą w kolorze kremowym.